# Paris-Roubaix 1925
Paris-Roubaix din 1925 a fost a 26-a ediție a Paris-Roubaix, o cursă clasică de ciclism de o zi din Franța. Evenimentul a avut loc pe 12 aprilie 1925 și s-a desfășurat pe o distanță de 260 de kilometri de la Paris până la velodromul din Roubaix. Câștigătorul a fost Félix Sellier din Belgia.

## Rezultate
| Loc | Ciclist               | Timp       |
| --- | --------------------- | ---------- |
| 1   | Félix Sellier (BEL)   | 9h 16' 32" |
| 2   | Pietro Bestetti (ITA) | +0' 00"    |
| 3   | Jules Van Hevel (BEL) | +0' 00"    |
| 4   | Pietro Linari (ITA)   | +0' 00"    |
| 5   | Heiri Suter (SUI)     | +0' 00"    |
| 6   | Adelin Benoit (BEL)   | +0' 00"    |